# Moonlight Magic (花澤香菜の曲)
｢Moonlight Magic｣（ムーンライトマジック）は、花澤香菜の楽曲。花澤の14枚目のシングルとして2021年9月29日にポニーキャニオンから発売された。花澤のポニーキャニオン移籍後第1弾シングルである。

## 解説
- テレビドラマ『お耳に合いましたら。』主題歌[3]。
- 通常盤、初回限定盤、きゃにめ限定盤、インターナショナル盤の4形態で販売された。初回限定盤にはMoonlight MagicのMVとMVショートメイキング映像を収録したBlu-ray Discが同梱された。きゃにめ限定盤には、日・中・英訳詞付きブックレットとスペシャルフォトセットが封入され、Moonlight MagicのMVとロングメイキング&ドキュメンタリー映像を収録したBlu-ray Discが同梱された。インターナショナル盤には日・中・英訳詞付きブックレットとスペシャルフォトセットが封入された[4]。
- アルバム「blossom」にはカップリングの「港の見える丘」と共に収録された。シングルのカップリング曲がオリジナルアルバムに収録されるのは初である。

## シングル収録内容
| 全作曲・編曲: 北川勝利。 |                                                      |            |            |      |
| #                        | タイトル                                             | 作詞       | 作曲・編曲 | 時間 |
| 1.                       | 「Moonlight Magic」                                  | 花澤香菜   | 北川勝利   | 4:11 |
| 2.                       | 「港の見える丘」                                     | 花澤香菜   | 北川勝利   | 3:50 |
| 3.                       | 「心口不一」(「Moonlight Magic」中国語詞バージョン)  | 唐轶洛松维 | 北川勝利   | 4:11 |
| 4.                       | 「没有你的港湾」(「港の見える丘」中国語詞バージョン) | 唐轶洛松维 | 北川勝利   | 3:50 |
| 5.                       | 「Moonlight Magic」(Instrumental)                    |            | 北川勝利   | 4:10 |
| 6.                       | 「港の見える丘」(Instrumental)                       |            | 北川勝利   | 3:47 |
| 合計時間:                | 合計時間:                                            | 合計時間:  | 23:59      |      |